# Paul Penhoët
Paul Penhoët (ur. 28 grudnia 2001 w Clamart) – francuski kolarz szosowy.

## Osiągnięcia
Opracowano na podstawie:

2021
- 1. miejsce w Tour d’Eure-et-Loir
  - 1. miejsce w klasyfikacji młodzieżowej
  - 1. miejsce w klasyfikacji punktowej
  - 1. miejsce na 3. etapie
- 1. miejsce na 3. etapie L’Etoile d’Or

2022
- 2. miejsce w Youngster Coast Challenge
- 3. miejsce w Tour de Normandie
  - 1. miejsce w klasyfikacji punktowej
  - 1. miejsce na 5. etapie
- 1. miejsce w igrzyskach śródziemnomorskich (start wspólny)

2023
- 1. miejsce w Tour du Finistère

## Rankingi
| Rok             | 2020  | 2021 | 2022 | 2023 | 2024 |
| --------------- | ----- | ---- | ---- | ---- | ---- |
| World Ranking   | 1686. | 540. | 347. | 106. | 189. |
| UCI Europe Tour | 1252. | 434. | 277. | 87.  | -    |
|                 |       |      |      |      |      |
| Źródło: UCI     |       |      |      |      |      |